# 5551 Glikson
Az 5551 Glikson (ideiglenes jelöléssel 1982 BJ) a Naprendszer kisbolygóövében található aszteroida. Carolyn és Gene Shoemaker fedezte fel 1982. január 24-én.